# Deutsche Vaterlandspartei
Deutsche Vaterlandspartei ("Tyska fosterlandspartiet") var ett tyskt nationalistiskt parti som var verksamt under slutet av det tyska kejsardömet, 1917-1918. Till partiets grundare hörde Wolfgang Kapp (senare bemärkt för den högerradikala så kallade Kappkuppen) och Alfred Hugenberg (1933 minister i Hitlers regering).
Partibildningen var en reaktion på den fredsresolution som den socialdemokratiska riksdagsmajoriteten, inklusive vänsterliberaler och katoliker, antagit 1917. Partiet, som hade direkta förbindelser med den tyska krigsledningen och Erich Ludendorff, förespråkade istället en segerrik "hindenburgfred" med territoriella landvinningar. Partiet gjorde också anspråk på att samla hela den nationella högern. I sin programförklaring uttalade man sig mot "så kallad demokrati" och slog vakt kring de "tyska värdena", bl.a. symboliserade genom den monarkiska statsformen (Cäsaristichem Herreschaftdenken) och kejsarhuset Hohenzollern. Som en följd av krigsnederlaget 1918 upplöstes partiet.
DVLP hade som mest drygt en miljon medlemmar. Bland dessa fanns Anton Drexler, grundare till Tyska arbetarpartiet (DAP), från 1920 NSDAP.